# Bilan saison par saison du Saint-Trond VV
Cette page présente les résultats saison par saison du K Saint-Trond VV, une équipe de football belge. Saint-Trond a disputé 82 saisons dans les divisions nationales belges, auxquelles il accède pour la première fois en 1928. Depuis 1937, le club a toujours évolué dans les séries nationales belges et n'est plus descendu en dessous de la deuxième division depuis 1948.

## Tableau de résultats
| Ordre               | Saison  | Nom du club               | Niveau                    | Classement final          | Remarques                 |
| ------------------- | ------- | ------------------------- | ------------------------- | ------------------------- | ------------------------- |
| 1                   | 1928-29 | Sint-Truidensche VV       | Promotion (D3) série C    | 13e/14                    | Relégué                   |
| séries provinciales |         |                           |                           |                           |                           |
| 2                   | 1930-31 | Sint-Truidensche VV       | Promotion (D3) série C    | 9e/14                     |                           |
| 3                   | 1931-32 | Sint-Truidensche VV       | Promotion (D3) série D    | 10e/14                    |                           |
| 4                   | 1932-33 | Sint-Truidensche VV       | Promotion (D3) série D    | 9e/14                     |                           |
| 5                   | 1933-34 | Sint-Truidensche VV       | Promotion (D3) série D    | 7e/14                     |                           |
| 6                   | 1934-35 | Sint-Truidensche VV       | Promotion (D3) série D    | 12e/14                    | Relégué                   |
| séries provinciales |         |                           |                           |                           |                           |
| 7                   | 1937-38 | Sint-Truidensche VV       | Promotion (D3) série B    | 8e/14                     |                           |
| 8                   | 1938-39 | Sint-Truidensche VV       | Promotion (D3) série D    | 6e/14                     |                           |
|                     | 1939-41 | Compétitions interrompues | Compétitions interrompues | Compétitions interrompues | Compétitions interrompues |
| 9                   | 1941-42 | Sint-Truidensche VV       | Promotion (D3) série D    | 7e/14                     |                           |
| 10                  | 1942-43 | Sint-Truidensche VV       | Promotion (D3) série A    | 4e/16                     |                           |
| 11                  | 1943-44 | Sint-Truidensche VV       | Promotion (D3) série D    | 2e/16                     | [ saisons 1 ]             |
|                     | 1944-45 | Compétitions interrompues | Compétitions interrompues | Compétitions interrompues | Compétitions interrompues |
| 12                  | 1945-46 | Sint-Truidensche VV       | Promotion (D3) série D    | 2e/18                     | [ saisons 2 ]             |
| 13                  | 1946-47 | Sint-Truidensche VV       | Promotion (D3) série C    | 2e/17                     | [ saisons 3 ]             |
| 14                  | 1947-48 | Sint-Truidense VV         | Promotion (D3) série D    | 1er/16                    | Champion et promu         |
| 15                  | 1948-49 | Sint-Truidense VV         | Division 1 (D2) série A   | 11e/16                    |                           |
| 16                  | 1949-50 | Sint-Truidense VV         | Division 1 (D2) série B   | 12e/16                    |                           |
| 17                  | 1950-51 | Sint-Truidense VV         | Division 1 (D2) série A   | 8e/16                     |                           |
| 18                  | 1951-52 | K. Sint-Truidense VV      | Division 1 (D2) série B   | 8e/16                     |                           |
| 19                  | 1952-53 | K. Sint-Truidense VV      | Division 2                | 6e/16                     |                           |
| 20                  | 1953-54 | K. Sint-Truidense VV      | Division 2                | 3e/16                     |                           |
| 21                  | 1954-55 | K. Sint-Truidense VV      | Division 2                | 14e/16                    |                           |
| 22                  | 1955-56 | K. Sint-Truidense VV      | Division 2                | 3e/16                     |                           |
| 23                  | 1956-57 | K. Sint-Truidense VV      | Division 2                | 2e/16                     | Promu                     |
| 24                  | 1957-58 | K. Sint-Truidense VV      | Division 1                | 12e/16                    |                           |
| 25                  | 1958-59 | K. Sint-Truidense VV      | Division 1                | 14e/16                    |                           |
| 26                  | 1959-60 | K. Sint-Truidense VV      | Division 1                | 12e/16                    |                           |
| 27                  | 1960-61 | K. Sint-Truidense VV      | Division 1                | 7e/16                     |                           |
| 28                  | 1961-62 | K. Sint-Truidense VV      | Division 1                | 8e/16                     |                           |
| 29                  | 1962-63 | K. Sint-Truidense VV      | Division 1                | 5e/16                     |                           |
| 30                  | 1963-64 | K. Sint-Truidense VV      | Division 1                | 13e/16                    |                           |
| 31                  | 1964-65 | K. Sint-Truidense VV      | Division 1                | 5e/16                     |                           |
| 32                  | 1965-66 | K. Sint-Truidense VV      | Division 1                | 2e/16                     | [ saisons 5 ]             |
| 33                  | 1966-67 | K. Sint-Truidense VV      | Division 1                | 6e/16                     |                           |
| 34                  | 1967-68 | K. Sint-Truidense VV      | Division 1                | 5e/16                     |                           |
| 35                  | 1968-69 | K. Sint-Truidense VV      | Division 1                | 7e/16                     |                           |
| 36                  | 1969-70 | K. Sint-Truidense VV      | Division 1                | 12e/16                    |                           |
| 37                  | 1970-71 | K. Sint-Truidense VV      | Division 1                | 8e/16                     |                           |
| 38                  | 1971-72 | K. Sint-Truidense VV      | Division 1                | 11e/16                    |                           |
| 39                  | 1972-73 | K. Sint-Truidense VV      | Division 1                | 13e/16                    |                           |
| 40                  | 1973-74 | K. Sint-Truidense VV      | Division 1                | 16e/16                    | Relégué                   |
| 41                  | 1974-75 | K. Sint-Truidense VV      | Division 2                | 8e/16                     |                           |
| 42                  | 1975-76 | K. Sint-Truidense VV      | Division 2                | 8e/16                     |                           |
| 43                  | 1976-77 | K. Sint-Truidense VV      | Division 2                | 3e/16                     |                           |
| 44                  | 1977-78 | K. Sint-Truidense VV      | Division 2                | 12e/16                    |                           |
| 45                  | 1978-79 | K. Sint-Truidense VV      | Division 2                | 8e/16                     |                           |
| 46                  | 1979-80 | K. Sint-Truidense VV      | Division 2                | 13e/16                    |                           |
| 47                  | 1980-81 | K. Sint-Truidense VV      | Division 2                | 11e/16                    |                           |
| 48                  | 1981-82 | K. Sint-Truidense VV      | Division 2                | 9e/16                     | Tour final                |
| 49                  | 1982-83 | K. Sint-Truidense VV      | Division 2                | 6e/16                     |                           |
| 50                  | 1983-84 | K. Sint-Truidense VV      | Division 2                | 6e/16                     |                           |
| 51                  | 1984-85 | K. Sint-Truidense VV      | Division 2                | 5e/16                     | Tour final                |
| 52                  | 1985-86 | K. Sint-Truidense VV      | Division 2                | 11e/16                    |                           |
| 53                  | 1986-87 | K. Sint-Truidense VV      | Division 2                | 1er/16                    | Champion et promu         |
| 54                  | 1987-88 | K. Sint-Truidense VV      | Division 1                | 11e/18                    |                           |
| 55                  | 1988-89 | K. Sint-Truidense VV      | Division 1                | 7e/18                     |                           |
| 56                  | 1989-90 | K. Sint-Truidense VV      | Division 1                | 15e/18                    |                           |
| 57                  | 1990-91 | K. Sint-Truidense VV      | Division 1                | 17e/18                    | Relégué                   |
| 58                  | 1991-92 | K. Sint-Truidense VV      | Division 2                | 7e/16                     |                           |
| 59                  | 1992-93 | K. Sint-Truidense VV      | Division 2                | 7e/16                     |                           |
| 60                  | 1993-94 | K. Sint-Truidense VV      | Division 2                | 1er/16                    | Champion et promu         |
| 61                  | 1994-95 | K. Sint-Truidense VV      | Division 1                | 8e/18                     |                           |
| 62                  | 1995-96 | K. Sint-Truidense VV      | Division 1                | 15e/18                    |                           |
| 63                  | 1996-97 | K. Sint-Truidense VV      | Division 1                | 11e/18                    |                           |
| 64                  | 1997-98 | K. Sint-Truidense VV      | Division 1                | 14e/18                    |                           |
| 65                  | 1998-99 | K. Sint-Truidense VV      | Division 1                | 9e/18                     |                           |
| 66                  | 1999-00 | K. Sint-Truidense VV      | Division 1                | 13e/18                    |                           |
| 67                  | 2000-01 | K. Sint-Truidense VV      | Division 1                | 13e/18                    |                           |
| 68                  | 2001-02 | K. Sint-Truidense VV      | Division 1                | 8e/18                     |                           |
| 69                  | 2002-03 | K. Sint-Truidense VV      | Division 1                | 4e/18                     |                           |
| 70                  | 2003-04 | K. Sint-Truidense VV      | Division 1                | 13e/18                    |                           |
| 71                  | 2004-05 | K. Sint-Truidense VV      | Division 1                | 14e/18                    |                           |
| 72                  | 2005-06 | K. Sint-Truidense VV      | Division 1                | 15e/18                    |                           |
| 73                  | 2006-07 | K. Sint-Truidense VV      | Division 1                | 15e/18                    |                           |
| 74                  | 2007-08 | K. Sint-Truidense VV      | Division 1                | 17e/18                    | Relégué                   |
| 75                  | 2008-09 | K. Sint-Truidense VV      | Division 2                | 1er/19                    | Champion et promu         |
| 76                  | 2009-10 | K. Sint-Truidense VV      | Division 1                | 5e/16                     | Play-offs 1               |
| 77                  | 2010-11 | K. Sint-Truidense VV      | Division 1                | 12e/16                    | Play-offs 2               |
| 78                  | 2011-12 | K. Sint-Truidense VV      | Division 1                | 16e/16                    | Relégué                   |
| 79                  | 2012-13 | K. Sint-Truidense VV      | Division 2                | 4e/18                     |                           |
| 80                  | 2013-14 | K. Sint-Truidense VV      | Division 2                | 3e/18                     | Tour final                |
| 81                  | 2014-15 | K. Sint-Truidense VV      | Division 2                | 1er/18                    | Champion et promu         |
| 82                  | 2015-16 | K. Sint-Truidense VV      | Division 1                | 13e/16                    | Play-offs 2               |
| 83                  | 2016-17 | K. Sint-Truidense VV      | Division 1A               | 12e/16                    | Play-offs 2               |
| 84                  | 2017-18 | K. Sint-Truidense VV      | Division 1A               | 10e/16                    | Play-offs 2               |
| 85                  | 2018-19 | K. Sint-Truidense VV      | Division 1A               | 7e/16                     | Play-offs 2               |
| 86                  | 2019-20 | K. Sint-Truidense VV      | Division 1A               | 12e/16                    |                           |
| 87                  | 2020-21 | K. Sint-Truidense VV      | Division 1A               | 15e/18                    |                           |
| 88                  | 2021-22 | K. Sint-Truidense VV      | Division 1A               | 9e/18                     |                           |
| 89                  | 2022-23 | K. Sint-Truidense VV      | Division 1A               | 12e/18                    |                           |
| 90                  | 2023-24 | K. Sint-Truidense VV      | Division 1A               | 9e/16                     |                           |
| 91                  | 2024-25 | K. Sint-Truidense VV      | Division 1A               | 14e/16                    |                           |

## Bilan
Statistiques mises à jour le 3 décembre 2024 (terme de la saison 2023-2024)
| Niv | Divisions     | Jouées | Titres | TM Up | TM Down |
| --- | ------------- | ------ | ------ | ----- | ------- |
| I   | 1re nationale | 47     | 0      |       | 1       |
| II  | 2e nationale  | 29     | 4      | 3     |         |
| III | 3e nationale  | 14     | 1      |       |         |
| IV  | 4e nationale  | 0      | 0      |       |         |
| V   | 5e nationale  | 0      | 0      |       |         |
|     |               |        |        |       |         |
|     | TOTAUX        | 90     | 5      | 3     | 1       |

- TM Up : test-match pour départager des égalités, ou toutes formes de Barrages ou de Tour final pour une montée éventuelle.
- TM Down : test-match pour départager des égalités, ou toutes formes de Barrages ou de Tour final pour le maintien.